# Wietcisa (rzeka)
Wietcisa – rzeka na Pomorzu Gdańskim, lewy dopływ Wierzycy. Jest najdłuższym lewym dopływem tej rzeki.

## Morfometria

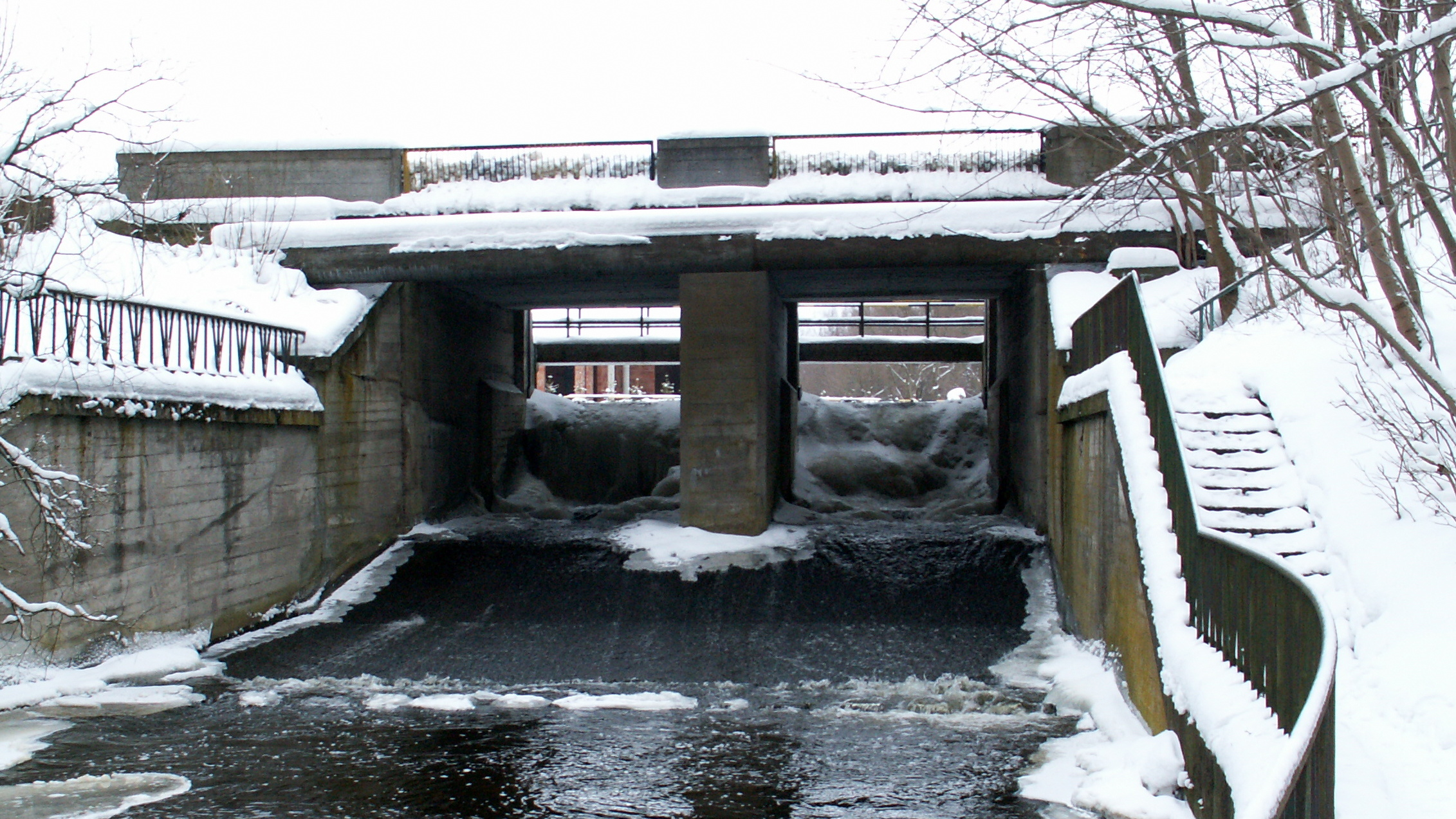
Śluza w Skarszewach

Rzeka ma długość 44,64 km lub 47 km. Jej dorzecze ma powierzchnię około 273 km².
Wypływa z torfowisk koło wsi Pomlewo, a potem przepływa przez Jezioro Przywidzkie Wielkie. Znajduje się tutaj rezerwat przyrody Wyspa na Jeziorze Przywidz, który chroni cenne lasy bukowe. Do Horników nurt jest wartki, a płytka i wąska rzeka płynie na południowy zachód. Miejscami spadek przekracza 4%. Woda jest czysta, a dno pokryte piaskiem i częściowo żwirem. Na tym odcinku stanowi tarlisko pstrąga potokowego. Wkrótce bieg zmienia się na południowo-wschodni, a koryto rozcina teren tworząc głęboką dolinę z licznymi meandrami. Z czasem dolina się rozszerza, zajmują ją łąki, a na brzegach rosną łozy, krzewy i drzewa, głównie olchy. Dno staje się tu ciemniejsze. W głębokich jamach na zakrętach chętnie bytują ryby. Z lewej strony wpływa dopływ Rudkownica. Za Wolnym Dworem do głębszej już tutaj rzeki, wpada ciek odwadniający jezioro Krawusińskie. Zaraz zmienia też ona bieg na południowy, mijając podmokłe łąki. Prąd staje się znów szybszy. Przed Skarszewami mija most kolejowy nieczynnych linii do: Starogardu i Pszczółek, a potem (już w mieście) most drogi wojewódzkiej nr 224. Za Skarszewami dolina staje się bardzo malownicza i atrakcyjna krajobrazowo. Rzeka silnie meandruje, a nurt jest miejscami rwący. Pojawiają się bystrza, powalone drzewa i głazy. Za Czystą Wodą, tuż przed ujściem do Wierzycy, na krótkim odcinku pojawiają się łąki. 

## Przyroda
W nurcie rzeki bytują pstrąg potokowy, kleń, okoń, szczupak i płoć. Wodami zarządza Okręg PZW z Gdańska.

## Turystyka
W miejscowości Stary Wiec rozpoczyna się szlak spływów kajakowych. Fragmentem biegu rzeki prowadzi również Szlak Skarszewski. 